# ماکی نیشی‌یاما
ماکی نیشی‌یاما (ژاپنی: 西山茉希؛ زاده ۱۶ نوامبر ۱۹۸۵) مدل و بازیگر ژاپنی است. وی از سال ۲۰۰۴ میلادی تاکنون مشغول فعالیت بوده‌است. او در لایو اکشن ویژه رانما ۱/۲ نقش نابیکی تندو را بازی کرد که در دسامبر ۲۰۱۱ روی آنتن رفت.